# Coursetia planipetiolata
Coursetia planipetiolata är en ärtväxtart som beskrevs av Marc Micheli. Coursetia planipetiolata ingår i släktet Coursetia, och familjen ärtväxter. IUCN kategoriserar arten globalt som starkt hotad. Inga underarter finns listade i Catalogue of Life.